# 4 Non Blondes
4 Non Blondes foi uma banda de rock alternativo norte-americana formada em 1989 em São Francisco, com Linda Perry (vocal), Shaunna Hall (guitarra), Christa Hillhouse (baixo), Dawn Richardson (bateria).

## História
Elas Sempre achavam que o fato de nenhuma ser loira era algo peculiar, assim nomearam-se "Quatro Não-Loiras" (4 Non Blondes). Seu único álbum, Bigger, Better, Faster, More! (1992), recebeu o prêmio de melhor álbum, vendendo cerca de seis mihões de cópias em todo o mundo. O single "What's Up?", um dos maiores hits da década de 90, recebeu o prêmio de melhor música de Bay Area, e Linda Perry foi eleita como a melhor cantora do ano. O sucesso da banda levou Perry a deixar o grupo, considerando-o muito pop. Ela seguiu carreira solo e lançou dois álbuns: In Flight (1995) e After Hours (1999), sem muito sucesso. Como produtora, Perry trabalhou com cantoras famosas como Pink e Christina Aguilera. Shaunna Hall trabalhou com os Dolorosa, em 1995, e juntou-se à banda Mockingbirds, em 1997.

## Discografia

### Álbuns de estúdio
- Bigger, Better, Faster, More! (1992)

### Álbuns ao vivo
- Hello Mr. President (Live in Italy 1993) (1994)

### Singles
- "What's Up?" (1993)
- "Spaceman" (1993)
- "Dear Mr. President" (1993)
- "Mary's House" (1993)
- "I'm the One" (1994)
- "Superfly" (1994)
- "Misty Mountain Hop" (1995)